# Rising Storm 2: Vietnam
 (juin 2017).
Si vous disposez d'ouvrages ou d'articles de référence ou si vous connaissez des sites web de qualité traitant du thème abordé ici, merci de compléter l'article en donnant les références utiles à sa vérifiabilité et en les liant à la section « Notes et références ».
Rising Storm 2: Vietnam est un jeu vidéo de tir tactique multijoueur se déroulant pendant la guerre du Viêt Nam. Il fait suite à Rising Storm premier du nom, ce dernier étant une extension du jeu Red Orchestra 2 : Heroes of Stalingrad. Le jeu est développé par Antimatter Games et Tripwire Interactive.

## Système de jeu
Rising Storm 2: Vietnam reprend les mêmes mécaniques que celles de ses opus précédents en mêlant un jeu de tir à la première personne à celui d'un jeu tactique où la coordination de l'équipe est nécessaire.
Cependant de très nombreux ajouts ont été implantés dans ce nouvel opus, en outre des armes automatiques qui ont été rajoutées par rapport à la période historique exploitée, il existe de nouvelles mécaniques tel que le pouvoir de contrôler des véhicules aériens (hélicoptère de combat, de reconnaissance et de transport), la possibilité de changer le type de munition et leurs proportions ainsi que les versions d'armes (comme passer à une Type-56 chinoise à son autre version avec crosse pliable ou encore à l'AKM russe), les joueurs peuvent aussi à leur souhait rétracter leurs baïonnettes ou leurs crosses, il est également possible de personnaliser son personnage de la tête aux pieds.
Un nouveau système d'escouade est mis en place, plus dynamique contrairement à Red Orchestra 2/Rising Storm où ce n'était que très peu voir jamais utilisé.
En effet, huit cartes de jeu sont disponibles à la sortie de Rising Storm 2: Vietnam, ces dernières mettent les joueurs dans des situations rurales, de jungle et urbaines, il existe également une carte permettant de tester les armes et véhicules en s'entraînant.
Un des ajouts importants de cet opus est l'ajout de nouveaux modes de jeu : Suprématie et Escarmouche qui s'ajoutent au mode de jeu original de la série, Territoires où les joueurs doivent capturer les objectifs au fur et à mesure de la carte en progressant dans un temps impartit. Suprématie ressemble au mode de jeu Conquête que l'on peut trouver sur la série Battlefield. En effet, les objectifs sont multiples et répartis sur la carte et peuvent à tout moment être capturés, ceux qui remportent en capturant le plus d'objectifs gagnent la partie, de plus c'est ce mode là qui permet le contrôle de véhicules aériens. Quant à Escarmouche c'est à peu près la même chose que Suprématie à l'exception de la taille de la carte et le nombre de joueurs qui sont réduits à 8 contre 8.
Il existe deux factions dans le jeu correspondant aux factions ayant participé à la guerre du Viêt Nam : le nord-vietnam (avec le FNL dit «Viet-Cong» et l'APVN) et le sud-vietnam (avec l'ARVN, l'US Army, les Marines et l'armée Australienne). Les deux factions dans le jeu reflètent à peu près les deux camps à travers l'armement et également avec les cartes de jeu comme CuChi qui reprend les tunnels de Củ Chi qui ont réellement existé.

## Développement
Le jeu est annoncé lors de l'E3 2015 avec une bande annonce et sort le 30 mai 2017. En 2016 et en 2017 certaines personnes avaient accès au jeu en alpha/bêta-test privé (en s'inscrivant sur le site du jeu pour tenter de recevoir une clé d'activation).
Plus tard, du 19 au 22 mai, le jeu était disponible en bêta ouverte.

## Musique
La musique du menu principal est Run Through The Jungle. La bande-son du jeu a été composé par Chris Rickwood et Lennie Moore.